# 贺军科
贺军科（1969年2月—），男，陕西凤翔人，中华人民共和国政治人物。中国人民解放军国防科学技术大学航天技术系液体火箭发动机专业毕业，北京航空航天大学宇航学院航天工程专业在职研究生学历，工程硕士学位，高级工程师。1991年7月参加工作，1995年6月加入中国共产党。曾任共青团中央书记处第一书记，现任中国科学技术协会党组书记、分管日常工作副主席、书记处第一书记。中共第十九届中央候补委员、二十届中央委员。

## 生平

### 航天系统
1987年9月，在国防科技大学航天技术系液体火箭发动机专业学习。
1991年7月，担任航空航天工业部四院驻内蒙指挥部计划处助理员。1996年9月，升任中国航天工业总公司四院驻内蒙古指挥部计划处副处长。1998年9月，任计划生产处处长。
2000年6月，转任中国航天机电集团公司第六研究院院长助理。同年9月，进入北京航空航天大学宇航学院航天工程专业学习，后于2003年12月获工程硕士学位。2001年1月，兼任中国航天机电集团公司四十一所所长、党委书记。2002年6月，任中国航天科工集团公司第六研究院院长、党委副书记。

### 共青团
2005年12月，36岁的贺军科被增选为共青团中央书记处书记。2009年2月，兼任全国青联常务副主席。2013年6月，升任共青团中央书记处常务书记，同年9月在第十一届全国青联第四次常委会议上当选为全国青联主席。2018年6月29日，当选为共青团中央书记处第一书记。
2021年7月26日，全国少工委八届二次全会召开，贺军科当选为全国少工委主任。

### 科协
2023年5月，贺军科转任中国科学技术协会党组书记，同年6月兼任副主席、书记处第一书记。